# Дом призрения увечных воинов императрицы Александры Фёдоровны
Дом призрения увечных воинов императрицы Александры Фёдоровны — памятник архитектуры. Расположен в Пушкинском районе Санкт-Петербурга, современный адрес — Парковая улица, 64 литера Б.
Лечебница с мастерскими для обретения новой профессии была создана по задумке Александры Фёдоровны после Русско-японской войны. Подобие закрытого конкурса было организовано в апреле 1905 года, соревновались проекты Э. Ю. Лундберга и С. А. Данини, последний, ранее уже построивший в округе несколько строений и работавший в Царскосельском дворцовом управлении, победил, получив премию в 200 тысяч рублей. Здание на 150 призреваемых со столярной (со специалистами фирмы «Ф. Мельцер»), портняжной (с мастерами из ателье Э. Г. Фолленвейдера), вязальной, фуражной, мебельной, сапожной и корзиночной мастерскими и домовой церковью во имя Св. Царицы Александры было заложено 19 июля 1905 года, спустя год проводилась отделка, в декабре 1906 года состоялось торжественное открытие.
Двухэтажное здание состоит из трёх объёмов, в плане представляющих неправильную букву Н. За главным входом был расположен корпус с многоместными палатами, параллельный корпус занимали мастерские, кухни, кладовые, бани и квартиры, в соединительном корпусе были столовая и церковь.
Внутренние помещения отражены снаружи выступами и креповками, у здания есть скошенные и закруглённые углы, ни один из фасадов не выделяется как главный. Корпус с палатами по углам украшен прямоугольными башенками с пирамидальными шатрами, на фасадах чередуются треугольные и срезанные полувальмами трапециевидные щипцы, заполненные неповторяющейся имитацией фахверка, декорацией из накладных досок с прямоугольной сеткой, диагональными крестообразными или изогнутыми веерами штрихами и резьбой с четырёхлистниками. Стены были покрыты светлой штукатуркой, на которой выделялись детали из красного кирпича — рамочные оконные наличники, тяги, лопатки. Кроме основного здания, рядом с том же стиле были построены дом администрации (1913 год) и флигель для семейных инвалидов, оба строения не сохранились. После начала Первой Мировой войны сам Данини сделал несколько пристроек, исказивших изначальную композицию главного здания. Также рядом были возведены различные постройки, в том числе к 1917 году было построено 10 небольших одноэтажных бетонитовых домика с двускатными крышами по проекту военного инженера К. Д. Грибоедова; сохранилось три дома из этих десяти.
Здание занято детским ортопедическим НИИ имени Г. И. Турнера, оно, по выражению Б. М. Кирикова, «само превратилось в инвалида» — при восстановлении после артиллерийских обстрелов и пожара во время Великой Отечественной войны утрачены щипцы и башни, крытый балкон над главным входом, стены на 2021 год выкрашены в охристый тон, краснокирпичные детали замазаны белой штукатуркой.